# جبل حلوان
جبل حلوان هو أحد الجبال الواقعة في منطقة حائل بين تيماء غربا وعرنان شرقا،  يرتفع الجبل عن سطح البحر بـ 1,228 م (4,029 قدم)، ويقع جبل حلوان على خط عرض 27.2994444 وخط طول 39.148611.